# Jim Swan
James („Jim“) Sneddon Swan (* 25. Dezember 1941; † 14. Februar 2017 in East Lothian) war ein Chemiker, Biologe und Experte für Single-Malt-Whisky. Er arbeitete bis zu seinem plötzlichen Tod mit vielen Whiskybrennereien zusammen.

## Ausbildung und berufliche Stationen
Jim Swan schloss sein Studium in Chemie und Biowissenschaften an der Heriot-Watt University in Edinburgh 1979 ab. 1988 promovierte er zum Thema Wood extractives in relation to the maturation of scotch whisky.
Als Mitglied der Royal Society of Chemistry war er ein Experte für Gaschromatographie. Er war Gründungsmitglied des wissenschaftlichen Teams bei Jim Gray und Eric Dewar am Inveresk Research International, seit 1974 das Pentlands Scotch Whisky Research Ltd und heutigen Scotch Whisky Research Institute (SWRI).
Gemeinsam mit Sheila Burtles schuf er 1979 das Rad der Aromen für Whisky (whisky flavour wheel).
Er war der Leiter der Reifeforschungsgruppe und mit seinem Wissen um den Einfluss des Holzes bei der Reifung des Whiskys weltweit geschätzt.
Ebenso war er Mitglied des Institute of Brewing and Distilling.
2002 gründete er die Dr James Swan food and drink consultancy.
Er wurde als Einstein des Whiskys, The Single Malt Whisperer oder auch als ultimate whisky troubleshooter beschrieben.

## Tätigkeiten
Swan war als Berater, Blender und Master Destiller für zahlreiche Brennereien rund um den Globus tätig und maßgeblich an der Gestaltung des Brennvorganges beteiligt, wie zum Beispiel:
- Amrut, Bangalore
- Annandale, Annan[4]
- Clydeside, Glasgow[5]
- Cotswold, Stourton[6]
- Dublin Whiskey Distillery, Dublin
- Gouden Carolus/Het Anker[7]
- Kavalan, Yi-Lan[8]
- Kilchoman, Isle of Islay
- Lindores Abbey, Newburgh[9]
- Milk & Honey, Tel Aviv-Yafo[10]
- Ncn’ean Distillery, Drimnin[11]
- Penderyn[12]
- The London Distillery
- St George’s Distillery, Roudham
- Victoria Caledonian, Saanich[13]

- Virginia Distillery Company, Virginia[14]

## Zitat
Auf der EuroMedlab-Konferenz im Jahr 2005 wurde Swan mit den Worten zitiert:

„There has been much in the news about the health benefits of antioxidants in red wine. However, research has shown that there are even greater health benefits to people who drink single malt whiskies. Why? Single malt whiskies have more ellagic acid than red wine.“

Übersetzung:

„In den Nachrichten wurde viel über die gesundheitlichen Vorteile von Antioxidantien in Rotwein berichtet. Untersuchungen haben jedoch gezeigt, dass Menschen, die Single Malt Whiskys trinken, einen noch größeren Nutzen für die Gesundheit haben. Warum? Single Malt Whiskys enthalten mehr Ellagsäure als Rotwein.“

## Erfindungen
Vielfach reifen Whiskys in STR-Fässern. Dabei steht STR für Shaving, Toasting und Re-Charring. Bei diesen Fasern wird die innere Oberfläche von gebrauchten Rotweinfässern im ersten Schritt abgehobelt (shaved). Dies bedeutet, dass die Oberfläche nur aus gering rotweingesättigtem und frischem Eichenholz besteht. Die Rotweinnote wird dadurch subtiler als in einem unbearbeiteten Rotweinfass. Anschließen wird die innere Oberfläche über einem Feuer aus Eichenholzspänen getoastet; dies führt zu einer Karamellisieren der im frischen Holz enthaltenen Zucker und Vanilline. Abschließend wird das Fass ausgebrannt (re-charred). Beispielsweise nutzte die Whiskybrennerei Kilchoman diese Technik ab 2011.

## Privates
Er war verheiratet mit Thelma. Seine Töchter sind Caroline und Victoria.

## Schriften (Auswahl)
- James S. Swan u. a.: Sensory and instrumental studies of scotch whisky flavour. In: The Quality of Foods and Beverages. Academic Press, 1981, ISBN 0-12-169101-2, S. 201–223.
- D. Howie, J. S. Swan: Compounds influencing peatiness in Scotch malt whisky flavour. In: Lalli Nykänen, Pekka Lehtonen (Hrsg.): Flavour Research of Alcoholic Beverages. 1984, ISBN 951-95852-2-2, S. 279–290.
- James S. Swan: Maturation of potable spirits. In: G. Charalambous (Hrsg.): Handbook of Food and Beverage Stability. Academic Press, 1986, ISBN 0-12-169070-9, S. 801–833.
- James Sneddon Swan: Wood extractives in relation to the maturation of scotch whisky. Doktorarbeit. Heriot-Watt University, 1988, OCLC 499922686.
- J. S. Swan u. a.: A study of the effects of air and kiln drying of cooperage oakwood. In: Élaboration et connaissance des spiritueux. 1993, ISBN 2-87777-357-4, S. 557–561.